# Oper Frankfurt
L'Oper Frankfurt è il teatro dell'opera di Francoforte sul Meno. Insieme alla Schauspiel Frankfurt fa parte del complesso dell'Opern- und Schauspielhaus Frankfurt ("Teatro lirico e di prosa di Francoforte").

## Storia

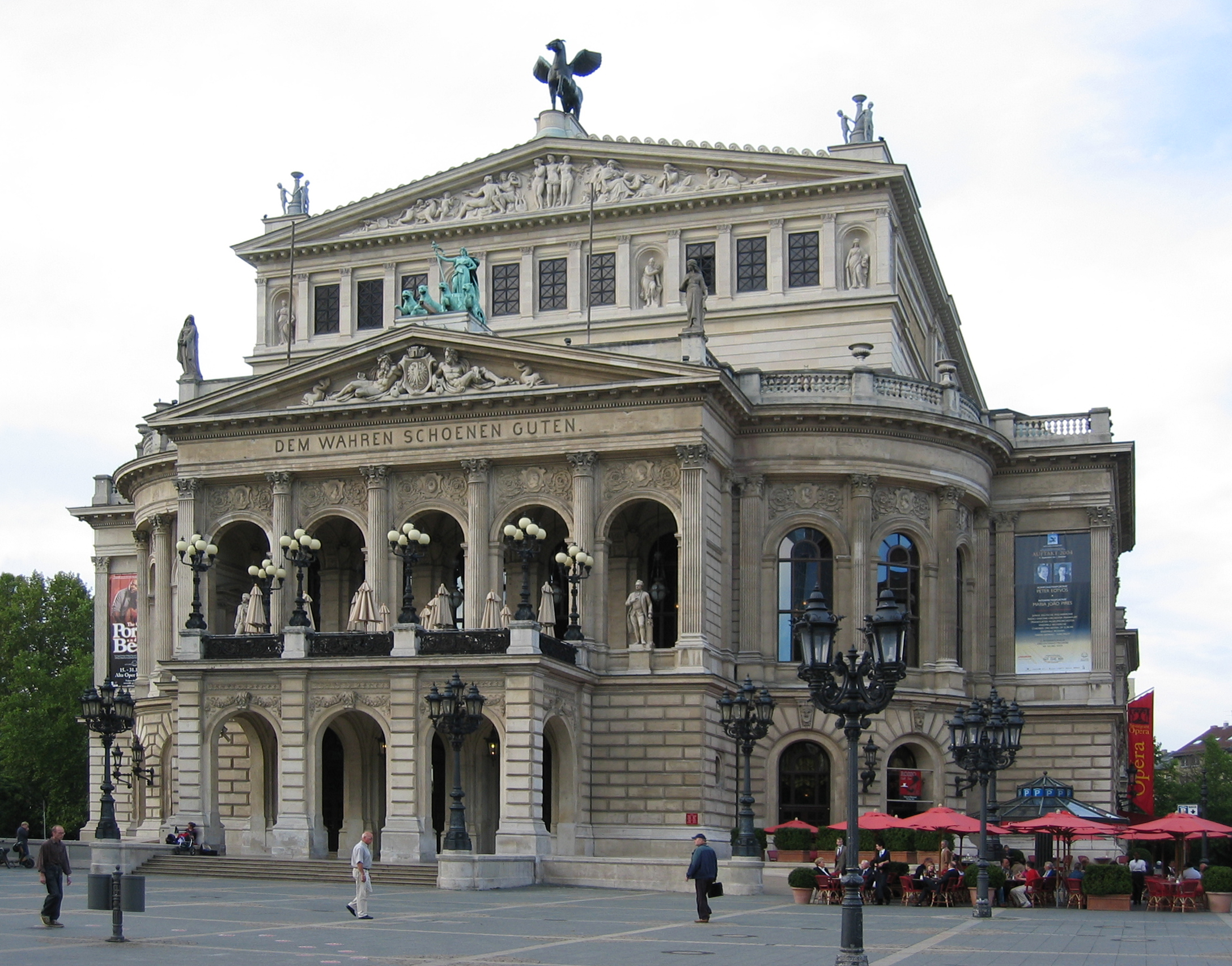
L'antica Opera di Francoforte, costruita nel 1880 ed in parte distrutta dai bombardamenti nel 1944

Fu costruito nel 1902 e venne distrutto dai bombardamenti nel corso della seconda guerra mondiale. Il precedente edificio fu ricostruito con il nome di Alte Oper ("vecchia opera") e serve come sala da concerto.
Nel 2005-2006 ha rappresentato dodici prime esecuzioni, un numero raggiunto da nessun altro teatro in Europa. Nel 1997 e nel 2003, alla sala è stato assegnato il premio "Opera dell'anno".
Molti cantanti celebri hanno iniziato la loro carriera in questa sala (ad esempio Franz Völker, Edda Moser, Cheryl Studer e Diana Damrau) e scrittura cantanti come Christian Gerhaher che ha cantato ne L'Orfeo di Monteverdi, Piotr Beczała nel Werther di Jules Massenet e Jan-Hendrik Rootering che ha cantato nel Parsifal di Wagner. 
Il teatro ha una compagnia di canto con artisti come Johannes Martin Kränzle, Juanita Lascarro, Stuart Skelton, etc.
L'attuale direttore musicale è Thomas Guggeis e il direttore stabile Bernd Loebe.